# Pessoas–Animais–Natureza
O Pessoas–Animais–Natureza (PAN) é um partido político de Portugal. Intitula-se um partido de causas, defensor dos direitos humanos, dos animais e da natureza.

## História
Fundado em 22 de Maio de 2009 sob o nome Partido pelos Animais (PPA), foi inscrito oficialmente em 13 de Janeiro de 2011 no Tribunal Constitucional, pelo Acórdão nº 27/2011, sob a designação de Partido pelos Animais e pela Natureza (PAN).

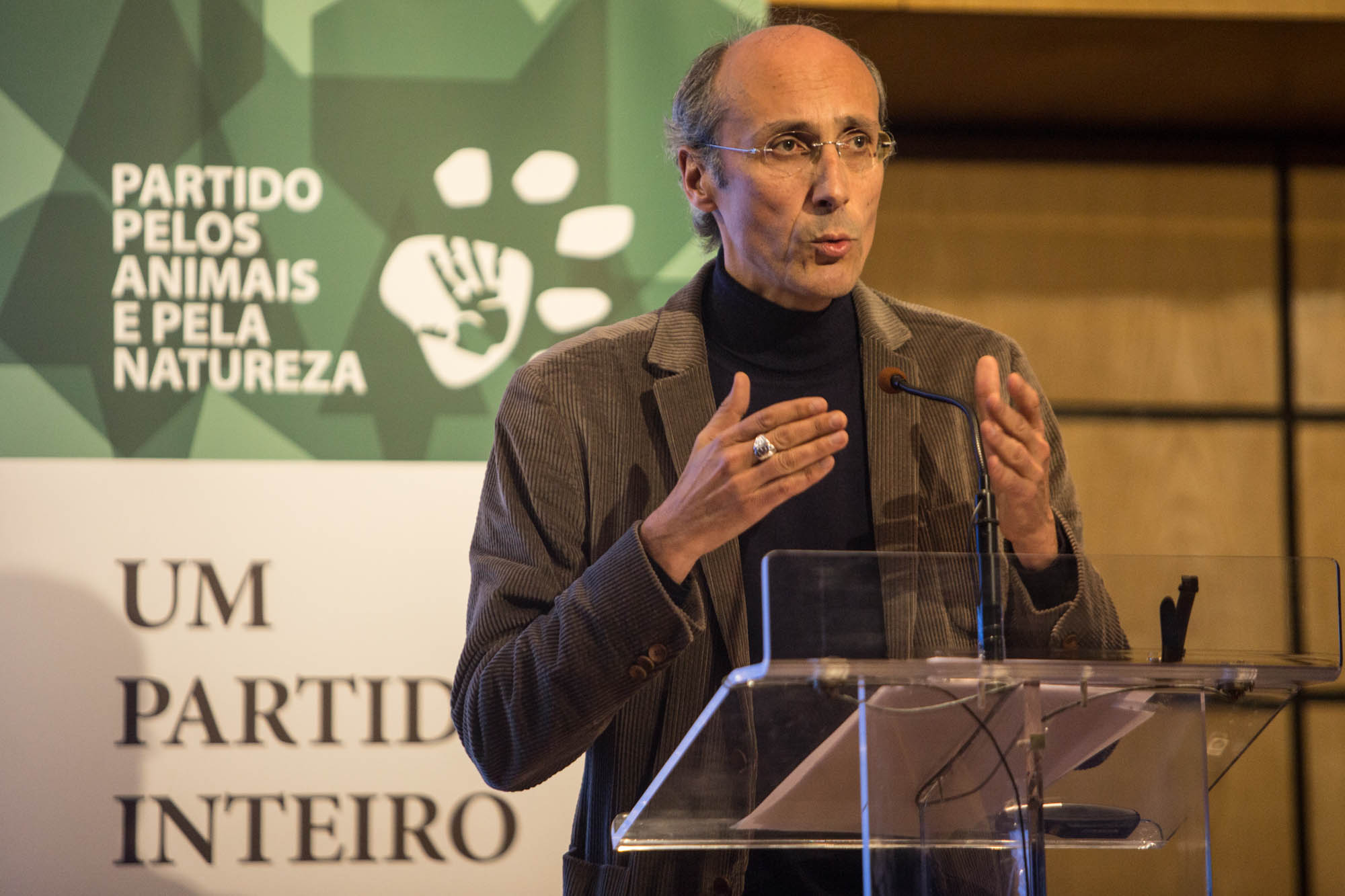
Paulo Borges, primeiro presidente do PAN.

Nas primeiras eleições internas do PAN, que tiveram lugar no dia 10 de Abril de 2011, o filósofo e escritor Paulo Borges foi eleito presidente da Direcção Nacional do partido.
Nas primeiras eleições legislativas em que participou, em 2011, o partido apresentou listas em todos os círculos eleitorais, excepto Bragança e Fora da Europa. Nessas eleições, o PAN obteve 57 995 votos sendo, a nível nacional, a sétima força política mais votada. No entanto, este resultado não permitiu a eleição de qualquer deputado para a Assembleia da República.
Nas eleições para a Assembleia Legislativa da Região Autónoma da Madeira em 2011 obteve 2,13% dos votos elegendo o seu primeiro deputado, Rui Almeida.
No seu III Congresso, realizado a 12 e 13 de Abril de 2014 em Lisboa, o partido decidiu alterar o nome para PESSOAS–ANIMAIS–NATUREZA, alteração que foi aceite pelo Tribunal Constitucional a 18 de setembro de 2014.

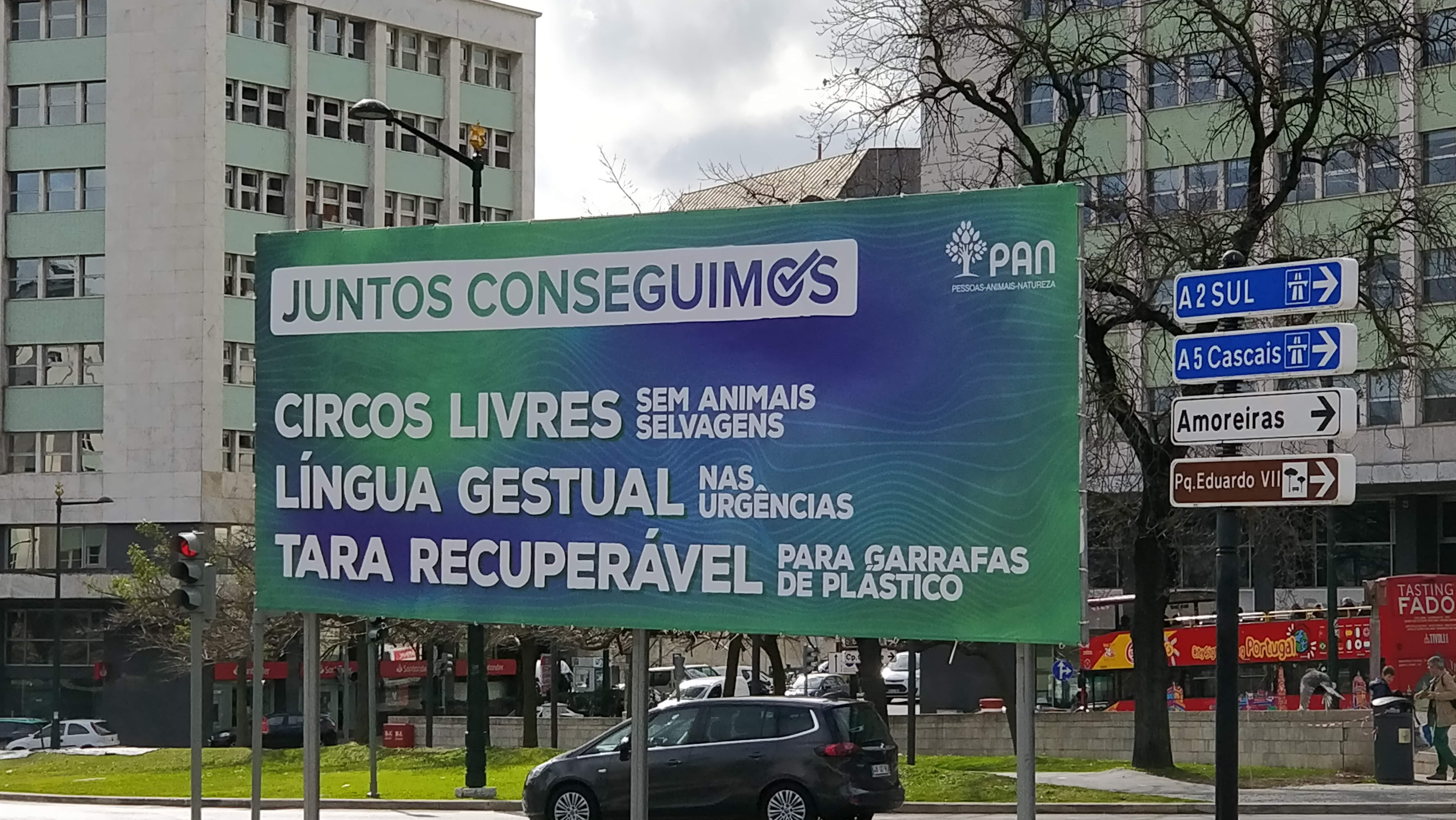
Cartaz para as eleições legislativas de 2019

Nas eleições legislativas de 2015, o PAN foi a quinta força política mais votada (excluindo a candidatura do PSD no Círculo Eleitoral da Madeira), obtendo 75 140 votos e elegendo um deputado por Lisboa (André Lourenço e Silva). Foi assim o primeiro novo partido na Assembleia da República desde que o então recém-formado Bloco de Esquerda elegeu dois deputados nas eleições de 1999. Em 2019 o partido elegeu o seu primeiro deputado para o parlamento europeu, Francisco Guerreiro, que acabaria por se desvincular do partido um ano mais tarde.

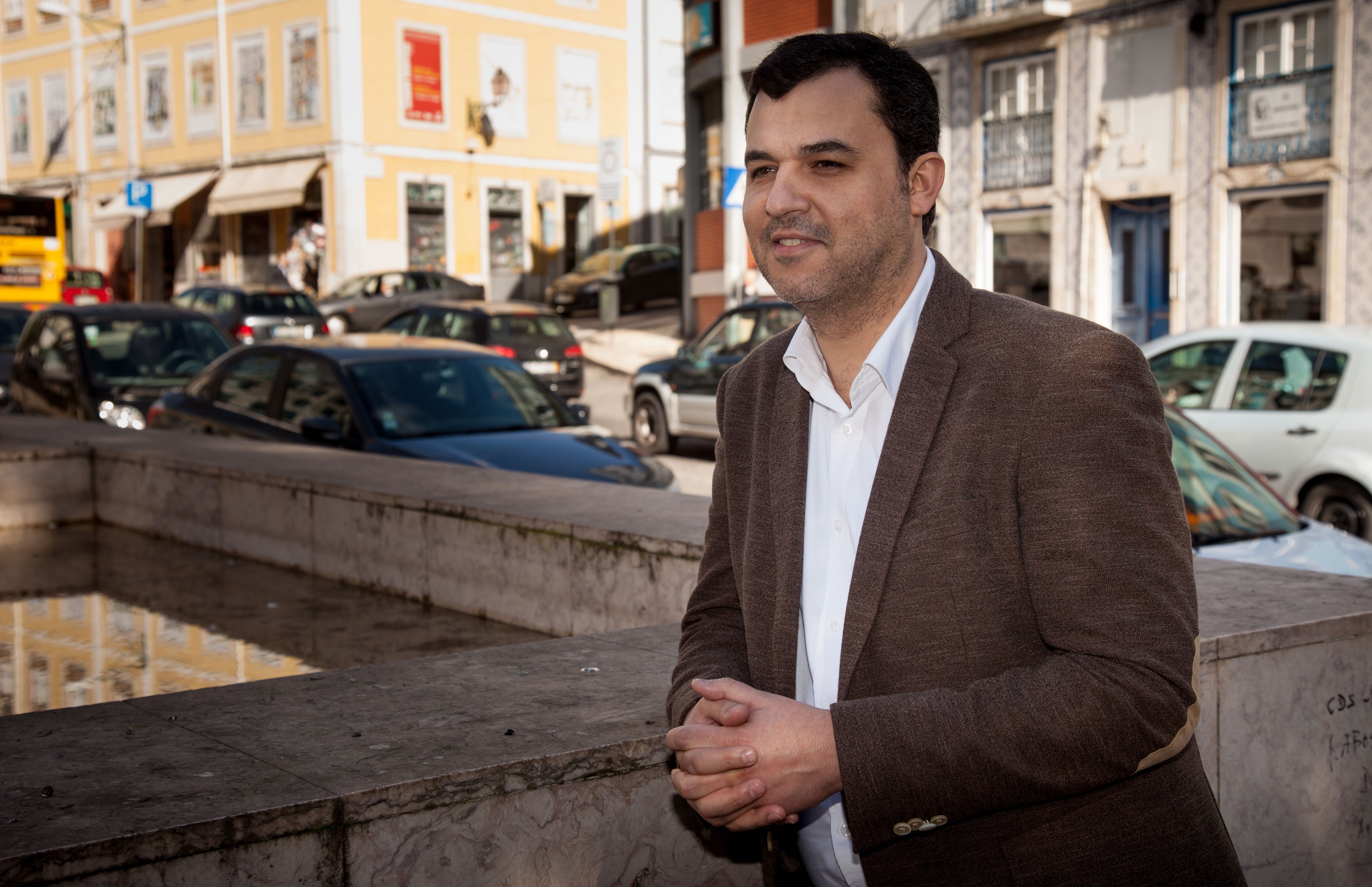
André Silva, porta-voz do PAN entre 2014 e 2021.

Durante a campanha eleitoral de 2019, nas eleições legislativas portuguesas, foi amplamente noticiada a polémica em torno de uma medida constante do programa eleitoral do PAN, que preconizava a obrigatoriedade, para reclusos condenados por crimes violentos contra terceiros, de realização de uma sessão semanal com os familiares das vítimas ou com as próprias vítimas, desde que estas aceitassem as sessões. A medida foi alvo de fortes críticas por parte de associações e organizações representativas de vítimas de violência doméstica e por partidos políticos. No entanto, o partido manteve a proposta e, alegando que a redação se tinha tratado de «um erro», acabou por alterar apenas a sua redação, deixando de prever o caráter obrigatório das sessões e excecionando da medida os crimes de violência doméstica e violação.
Nas eleições de 2019, o PAN ficou em 6.º lugar, com 3,3% (um aumento de 1,9% relativamente ás eleições passadas) dos votos, elegendo quatro deputados para a Assembleia da República. Contudo, em junho de 2020, Cristina Rodrigues, a deputada eleita pelo círculo de Setúbal anunciou a sua desvinculação do partido passando a assumir o seu mandato enquanto deputada não inscrita e o partido passa a contar com uma representação de três deputados.
Em maio de 2021, o partido começou a ser julgado no Tribunal do Trabalho de Lisboa, após a sua antiga chefe do gabinete parlamentar e diversos antigos assessores, afetos à ala de Cristina Rodrigues e Francisco Guerreiro - entretanto desfiliados do PAN -, terem movido ações cíveis contra o partido, exigindo o reconhecimento da existência de contrato de trabalho nas funções exercidas no partido através de contrato de prestação de serviços, assim como o pagamento dos subsídios de alimentação, de férias e de Natal. Em causa estiveram diversos contratos de prestação de serviços assinados entre a Assembleia Municipal de Lisboa e os assessores do partido, apesar de as funções serem exercidas no grupo parlamentar do partido na Assembleia da República. O então porta-voz do PAN, André Silva, recusou qualquer irregularidade, alegando que a contratação de assessores passava por «partilha de recursos» e negando a existência de «falsos recibos verdes».
Em junho de 2021, o porta-voz do PAN, André Silva abandonou a política ativa e o cargo de deputado à Assembleia da República, tendo sido substituído no cargo de porta-voz por Inês Sousa Real, eleita no VIII Congresso do partido, realizado em Tomar.
Em novembro de 2021, a porta-voz do PAN, Inês Sousa Real, é confrontada com acusações de ser proprietária de duas empresas agrícolas que recorrem à agricultura intensiva, tendo sido sócia-gerente de uma delas, além de ser acusada de não declarar a empresa imobiliária do marido no registo de interesses entregue à Assembleia da República, bem como de acumular, sem autorização superior, as funções de técnica superior jurista da Câmara Municipal com as de sócia-gerente de uma das empresas agrícolas. Inês Sousa Real recusou demitir-se, alegando ser vítima de uma «campanha de desinformação» promovida pela Confederação dos Agricultores de Portugal e de uma «minoria ruidosa» no interior do partido.
Nas eleições legislativas de 2022, as primeiras do PAN com Inês Sousa Real como porta-voz, o partido perde o grupo parlamentar de quatro deputados que tinha logrado alcançar nas eleições legislativas de 2019, tendo obtido apenas 1,64% dos votos e logrando eleger apenas a própria Inês Sousa Real pelo círculo de Lisboa. Assim, regressa, na legislatura 2022-2026, à condição de partido com deputado único que possuiu entre 2015 e 2019.
Em fevereiro de 2022, o Tribunal Constitucional rejeitou as alterações aos estatutos aprovadas no VIII Congresso do PAN, no qual Inês Sousa Real foi eleita porta-voz, e que previam a suspensão preventiva de qualquer militante do PAN com base em conceitos vagos, como estando em causa a unidade, o prestígio ou o bom nome do partido, tendo ainda o Tribunal Constitucional determinado que eventuais correções às irregularidades rejeitadas não poderiam ser feitas apenas pela porta-voz do partido, conforme pretendia Inês Sousa Real, mas sim em congresso. Na sequência dos acontecimentos, dez membros da Comissão Política Nacional do PAN apresentaram a demissão do cargo de membro desse órgão, alegando «total asfixia democrática interna».
Em maio de 2023, no âmbito da realização do IX Congresso do PAN, Inês Sousa Real foi reeleita porta-voz do partido, com 72% dos votos, contra 28% do antigo deputado Nelson Silva.
Em agosto de 2023, o cabeça de lista do PAN às eleições regionais da Madeira, Joaquim Sousa, foi substituído por Mónica Freitas, após intervenção da Comissão Política Nacional, liderada por Inês Sousa Real, como forma de sanar «incompatibilidades» entre o cabeça de lista e a Comissão Política Regional do partido. Joaquim Sousa, que se havia demitido da Comissão Política Nacional em fevereiro de 2022, interpôs uma ação judicial contra o PAN, no âmbito do contencioso eleitoral, por ter sido afastado das listas do partido, alegando estar em causa um «golpe palaciano» da Comissão Política Nacional, a quem acusa de ingerência na autonomia das estruturas regionais do partido. A Comissão Política Nacional do PAN anunciou, em setembro de 2023, a expulsão do porta-voz do PAN Madeira, Joaquim Sousa, por este ter alegadamente apelado ao não voto no PAN. Joaquim Sousa acusou a porta-voz do PAN, Inês Sousa Real, de realizar «purgas estalinistas», de transformar o PAN num «partido oco, de cariz animalista excessivo», de estar desesperada para ter acesso ao poder e de agir de forma semelhante ao presidente do Chega, André Ventura, uma referência à rejeição dos estatutos do PAN pelo Tribunal Constitucional em fevereiro de 2022. Margarida Magalhães, membro da comissão política regional do PAN na Madeira e membro do executivo da junta de freguesia de Santa Maria Maior, no Funchal, anunciou a desfiliação do PAN em setembro de 2023, acusando a porta-voz do partido, Inês Sousa Real, de «falta de ética», por ter sido afastada das listas às eleições regionais da Madeira no âmbito da retirada da autonomia à estrutura regional do PAN e por estar a desenvolver uma campanha eleitoral «populista e demagógica» na Madeira.
Em setembro de 2023, o PAN recuperou a representação parlamentar na Região Autónoma da Madeira, através da eleição da cabeça de lista, Mónica Freitas, para a Assembleia Legislativa Regional. Tendo a coligação PSD/CDS vendo as eleições sem maioria absoluta, foi estabelecido um acordo de incidência parlamentar com o PAN, o qual foi fortemente criticado pelo movimento Mais PAN, liderado pelo antigo deputado Nelson Silva, por ir «contra os princípios fundadores» do PAN, o qual considera estar «a preço de saldo», por ter sido feito «completamente à revelia» dos órgãos do partido e «cozinhado à porta fechada» e por beneficiar o governo «nepotista e conservador» liderado por Miguel Albuquerque, limitando-se a Comissão Política Nacional a ratificar a assinatura do acordo. André Silva, antecessor de Inês Sousa Real na liderança do PAN, e o fundador do PAN, António Santos, criticaram fortemente o acordo, que André Silva reputou de «fraude política» devido à «indigência política das medidas» constantes do acordo, as quais são, no entender de André Silva, inócuas e «não incomodam ninguém», tendo António Santos referido que o PAN se encontra à venda, que o «acordo ignora a matriz do PAN, envergonha os membros e defrauda os eleitores», uma vez que, defende, um partido anti-violência, como o PAN, «não se pode aliar a partidos que promovem a tortura animal».
Em dezembro de 2023, sete outros dirigentes do PAN, três dos quais membros da Comissão Política Nacional, demitiram-se dos cargos, por discordarem da estratégia da porta-voz do partido, Inês Sousa Real, de apoiar os governos do PSD na Madeira e do PS na República, alegando que o PAN «vende o seu apoio a troco de pouco», desvirtuando o programa eleitoral e os valores do partido, além de estar em causa, segundo os referidos dirigentes, a democracia interna no partido.
Em fevereiro de 2024, André Silva, ex-porta-voz do PAN, anunciou a desfiliação do partido, citando como principal razão a «perda de coluna vertebral» do partido, devido ao apoio parlamentar dado ao XIV Governo Regional da Madeira, liderado por Miguel Albuquerque e que apresentou a demissão por suspeitas de corrupção, o que, no entender de André Silva, configura um «apoio à perpetuação de um regime tentacular cujo modo de agir tem vindo a ser exposto e cria repulsa a qualquer democrata».

## Valores
De acordo com o site oficial do partido, os valores do PAN estão patentes em três documentos: Filosofia e Missão, Declaração de Princípios e o Manifesto.

### Princípios
Apesar de o PAN ter sido fundado com o propósito de dar uma maior voz à defesa dos direitos dos animais, as propostas que o partido apresenta não se limitam a esta área, alargando-se também ao aprofundamento da democracia participativa, à defesa de uma economia circular e à autodeterminação do ser humano. Algumas das seguintes propostas encontram-se nos três documentos acima referidos:
- Consagração na Constituição da República Portuguesa da senciência animal e do seu direito à vida e ao bem-estar.[41]
- A acessibilidade dos vários níveis de ensino, do básico ao superior a todos.[42]
- A introdução de um rendimento básico incondicional.[43][44][45]
- Fim dos testes com animais.[46]
- Abolição da tauromaquia.[47][48]
- Dignificação das forças armadas[49][50][51] e de segurança.[52][53][54][55]
- Promoção da Lusofonia e dos valores universalistas da cultura portuguesa.[41]
- Investimento nas energias 100% renováveis.[56]
- Promoção de indicadores alternativos do desenvolvimento social, como a Felicidade Interna Bruta.[41]
- Combater o desperdício de alimentos.[57][58][59]
- Economia circular.[60][61]
- Combate à corrupção.[62][63]
- Reforço do Investimento na Cultura.[64]

## Deputados

### Assembleia da República[65]
- Inês Sousa Real (2022–presente)

- André Silva (2019–2021)
- Bebiana Cunha (2019–2022)
- Cristina Rodrigues (2019-2020, desfiliou-se do PAN, mantém-se como deputada não inscrita)
- Inês Sousa Real (2019–2022)
- Nelson Silva (2021–2022)

- André Silva (2015–2019)

### Assembleia Legislativa da Região Autónoma da Açores
- Pedro Neves (2020 – presente)

### Assembleia Legislativa da Região Autónoma da Madeira
- Rui Almeida (2011–2014)
- Agnes Freitas (2014–2015)

### Parlamento Europeu
- Francisco Guerreiro (2019-2020, desfiliou-se do PAN, mantém-se como deputado não inscrito)

## Resultados eleitorais

### Eleições legislativas

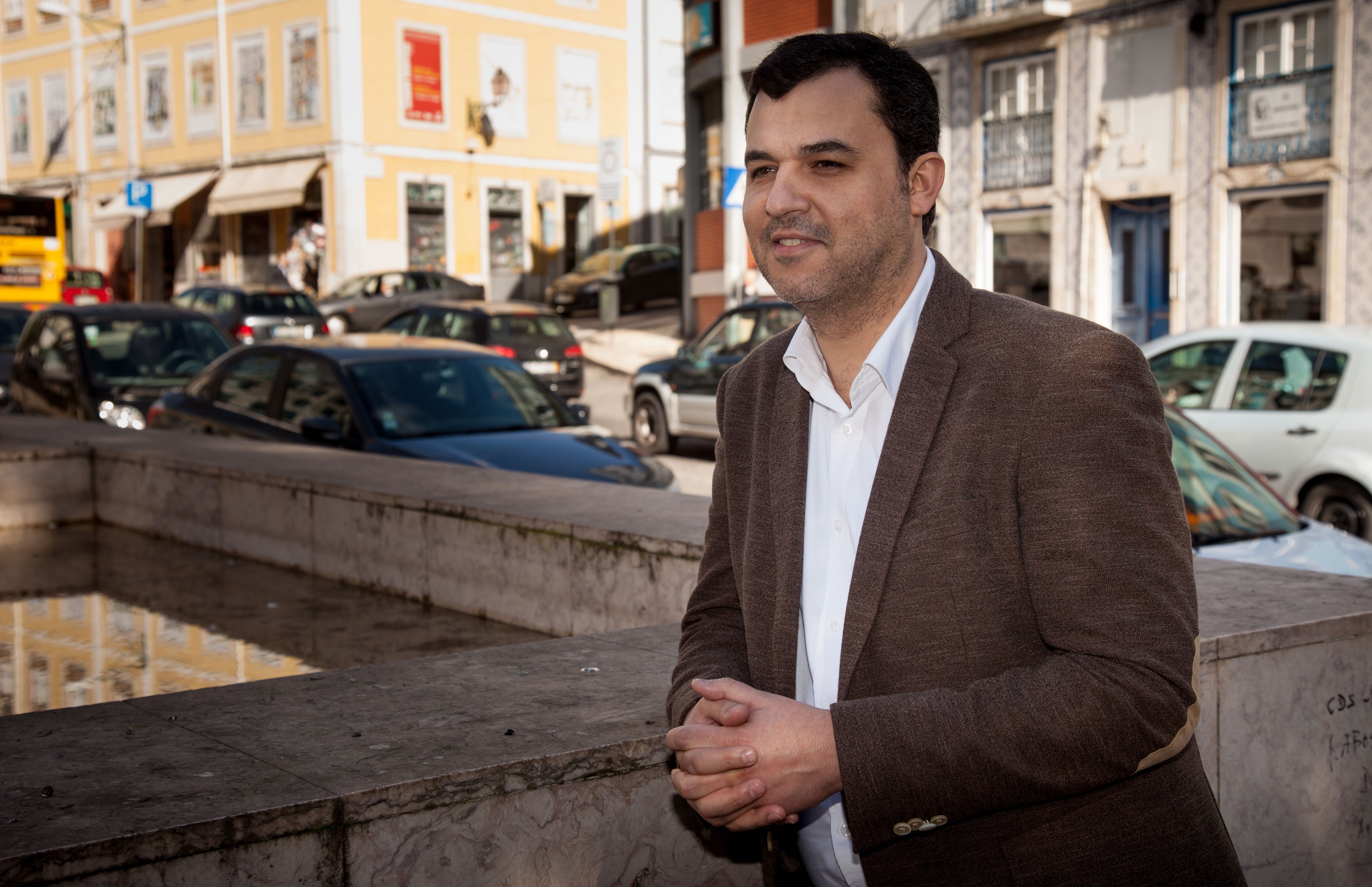
André Silva, primeiro deputado eleito pelo PAN à Assembleia da República.

| Data | Líder           | Cl. | Votos   | %             | +/-  | Deputados | +/-     | Status            |
| ---- | --------------- | --- | ------- | ------------- | ---- | --------- | ------- | ----------------- |
| 2011 | Paulo Borges    | 7.º | 57 849  | 1,04 / 100,00 |      | 0 / 230   |         | Extra-parlamentar |
| 2015 | André Silva     | 6.º | 75 140  | 1,39 / 100,00 | 0,35 | 1 / 230   | 1       | Oposição          |
| 2019 | André Silva     | 6.º | 174 511 | 3,32 / 100,00 | 1,93 | 4 / 230   | 3       | Oposição          |
| 2022 | Inês Sousa Real | 7.º | 92 582  | 1,64 / 100,00 | 1,68 | 1 / 230   | 3       | Oposição          |
| 2024 | Inês Sousa Real | 8.º | 126 085 | 1,95 / 100,00 | 0,31 | 1 / 230   | Estável | Oposição          |
| 2025 | Inês Sousa Real | 8.º | 86 946  | 1,38 / 100,00 | 0,57 | 1 / 230   | Estável | Oposição          |

#### Açores
| Data | Cabeça de lista    | Cl. | Votos | %             | +/-  | Deputados | +/-     |
| ---- | ------------------ | --- | ----- | ------------- | ---- | --------- | ------- |
| 2011 | Luís Filipe Borges | 5.º | 755   | 0,84 / 100,00 |      | 0 / 5     |         |
| 2015 | Marlene Dâmaso     | 6.º | 815   | 0,87 / 100,00 | 0,03 | 0 / 5     | Estável |
| 2019 | Pedro Neves        | 5.º | 2 215 | 2,65 / 100,00 | 1,78 | 0 / 5     | Estável |

#### Aveiro
| Data | Cabeça de lista | Cl. | Votos  | %             | +/-  | Deputados | +/-     |
| ---- | --------------- | --- | ------ | ------------- | ---- | --------- | ------- |
| 2011 | Filipe Cayolla  | 7.º | 3 044  | 0,79 / 100,00 |      | 0 / 16    |         |
| 2015 | Catarina Pinto  | 6.º | 3 573  | 0,97 / 100,00 | 0,18 | 0 / 16    | Estável |
| 2019 | Filipe Cayolla  | 6.º | 10 424 | 2,96 / 100,00 | 1,99 | 0 / 16    | Estável |

#### Beja
| Data | Cabeça de lista | Cl. | Votos | %             | +/-  | Deputados | +/-     |
| ---- | --------------- | --- | ----- | ------------- | ---- | --------- | ------- |
| 2011 | Ana Costa       | 7.º | 533   | 0,71 / 100,00 |      | 0 / 3     |         |
| 2015 | Miguel Santos   | 6.º | 608   | 0,82 / 100,00 | 0,11 | 0 / 3     | Estável |
| 2019 | Inês Campos     | 7.º | 1 269 | 1,97 / 100,00 | 1,15 | 0 / 3     | Estável |

#### Braga
| Data | Cabeça de lista     | Cl. | Votos  | %             | +/-  | Deputados | +/-     |
| ---- | ------------------- | --- | ------ | ------------- | ---- | --------- | ------- |
| 2011 | Felisbela Gonçalves | 7.º | 2 706  | 0,56 / 100,00 |      | 0 / 19    |         |
| 2015 | Albano Pires        | 7.º | 3 682  | 0,78 / 100,00 | 0,22 | 0 / 19    | Estável |
| 2019 | Rafael Pinto        | 6.º | 11 934 | 2,56 / 100,00 | 1,78 | 0 / 19    | Estável |

#### Bragança
| Data | Cabeça de lista | Cl. | Votos | %             | +/-  | Deputados | +/-     |
| ---- | --------------- | --- | ----- | ------------- | ---- | --------- | ------- |
| 2015 | Paulo Silva     | 7.º | 386   | 0,55 / 100,00 |      | 0 / 3     |         |
| 2019 | Paul Summers    | 6.º | 831   | 1,31 / 100,00 | 0,76 | 0 / 3     | Estável |

#### Castelo Branco
| Data | Cabeça de lista | Cl. | Votos | %             | +/-  | Deputados | +/-     |
| ---- | --------------- | --- | ----- | ------------- | ---- | --------- | ------- |
| 2011 | Teresa Correia  | 7.º | 765   | 0,69 / 100,00 |      | 0 / 4     |         |
| 2015 | Diogo Castiço   | 7.º | 860   | 0,83 / 100,00 | 0,13 | 0 / 4     | Estável |
| 2019 | Rebeca Lopes    | 6.º | 2 231 | 2,38 / 100,00 | 1,55 | 0 / 4     | Estável |

#### Coimbra
| Data | Cabeça de lista          | Cl. | Votos | %             | +/-  | Deputados | +/-     |
| ---- | ------------------------ | --- | ----- | ------------- | ---- | --------- | ------- |
| 2011 | Florbela Castanheira     | 6.º | 2 531 | 1,12 / 100,00 |      | 0 / 9     |         |
| 2015 | Vítor Marques            | 6.º | 2 165 | 0,98 / 100,00 | 0,14 | 0 / 9     | Estável |
| 2019 | Sandra Teixeira do Carmo | 6.º | 5 355 | 2,63 / 100,00 | 1,65 | 0 / 9     | Estável |

#### Évora
| Data | Cabeça de lista | Cl. | Votos | %             | +/-  | Deputados | +/-     |
| ---- | --------------- | --- | ----- | ------------- | ---- | --------- | ------- |
| 2011 | Carlos Ramos    | 7.º | 646   | 0,75 / 100,00 |      | 0 / 3     |         |
| 2015 | Filipa Lobato   | 6.º | 723   | 0,85 / 100,00 | 0,10 | 0 / 3     | Estável |
| 2019 | Luís Teixeira   | 7.º | 1 446 | 1,95 / 100,00 | 1,10 | 0 / 3     | Estável |

#### Faro
| Data | Cabeça de lista | Cl. | Votos | %             | +/-  | Deputados | +/-     |
| ---- | --------------- | --- | ----- | ------------- | ---- | --------- | ------- |
| 2011 | Marta Correia   | 6.º | 3 304 | 1,64 / 100,00 |      | 0 / 9     |         |
| 2015 | Elza Cunha      | 5.º | 3 304 | 1,99 / 100,00 | 0,35 | 0 / 9     | Estável |
| 2019 | Paulo Baptista  | 5.º | 8 238 | 4,77 / 100,00 | 2,78 | 0 / 9     | Estável |

#### Guarda
| Data | Cabeça de lista     | Cl. | Votos | %             | +/-  | Deputados | +/-     |
| ---- | ------------------- | --- | ----- | ------------- | ---- | --------- | ------- |
| 2011 | Eduardo Ribeiro     | 7.º | 519   | 0,56 / 100,00 |      | 0 / 4     |         |
| 2015 | Pedro Fonseca       | 6.º | 725   | 0,85 / 100,00 | 0,29 | 0 / 4     | Estável |
| 2019 | Tânia Garcia Duarte | 6.º | 1 223 | 1,60 / 100,00 | 0,85 | 0 / 3     | Estável |

#### Leiria
| Data | Cabeça de lista          | Cl. | Votos | %             | +/-  | Deputados | +/-     |
| ---- | ------------------------ | --- | ----- | ------------- | ---- | --------- | ------- |
| 2011 | António Caldeira         | 6.º | 3 009 | 1,21 / 100,00 |      | 0 / 10    |         |
| 2015 | André Charters d'Azevedo | 6.º | 2 908 | 1,22 / 100,00 | 0,01 | 0 / 10    | Estável |
| 2019 | Rui Prudêncio            | 6.º | 6 413 | 2,87 / 100,00 | 1,65 | 0 / 10    | Estável |

#### Lisboa
| Data | Cabeça de lista | Cl. | Votos  | %             | +/-  | Deputados | +/- |
| ---- | --------------- | --- | ------ | ------------- | ---- | --------- | --- |
| 2011 | Paulo Borges    | 6.º | 16 884 | 1,44 / 100,00 |      | 0 / 47    |     |
| 2015 | André Silva     | 5.º | 22 628 | 1,96 / 100,00 | 0,52 | 1 / 47    | 1   |
| 2019 | André Silva     | 5.º | 48 536 | 4,41 / 100,00 | 2,45 | 2 / 48    | 1   |

#### Madeira
| Data | Cabeça de lista   | Cl. | Votos | %             | +/-  | Deputados | +/-     |
| ---- | ----------------- | --- | ----- | ------------- | ---- | --------- | ------- |
| 2011 | Rui Almeida       | 9.º | 2 385 | 1,72 / 100,00 |      | 0 / 6     |         |
| 2015 | Cassiano Figueira | 7.º | 2 206 | 1,76 / 100,00 | 0,04 | 0 / 6     | Estável |
| 2019 | Ana Mendonça      | 7.º | 2 361 | 1,82 / 100,00 | 0,06 | 0 / 6     | Estável |

#### Portalegre
| Data | Cabeça de lista | Cl. | Votos | %             | +/-  | Deputados | +/-     |
| ---- | --------------- | --- | ----- | ------------- | ---- | --------- | ------- |
| 2011 | António Faria   | 7.º | 333   | 0,54 / 100,00 |      | 0 / 2     |         |
| 2015 | Paula Elias     | 6.º | 464   | 0,79 / 100,00 | 0,25 | 0 / 2     | Estável |
| 2019 | Jorge Pereira   | 7.º | 856   | 1,66 / 100,00 | 0,87 | 0 / 2     | Estável |

#### Porto
| Data | Cabeça de lista | Cl. | Votos  | %             | +/-  | Deputados | +/-     |
| ---- | --------------- | --- | ------ | ------------- | ---- | --------- | ------- |
| 2011 | Jorge Ribeiro   | 7.º | 9 063  | 0,91 / 100,00 |      | 0 / 39    |         |
| 2015 | Bebiana Cunha   | 5.º | 15 295 | 1,59 / 100,00 | 1,68 | 0 / 39    | Estável |
| 2019 | Bebiana Cunha   | 5.º | 32 328 | 3,46 / 100,00 | 1,87 | 1 / 40    | 1       |

#### Santarém
| Data | Cabeça de lista | Cl. | Votos | %             | +/-  | Deputados | +/-     |
| ---- | --------------- | --- | ----- | ------------- | ---- | --------- | ------- |
| 2011 | Pedro Sena      | 7.º | 2 248 | 0,95 / 100,00 |      | 0 / 10    |         |
| 2015 | Raquel Ferreira | 6.º | 2 715 | 1,19 / 100,00 | 0,24 | 0 / 9     | Estável |
| 2019 | Pedro Machado   | 6.º | 5 364 | 2,59 / 100,00 | 1,40 | 0 / 9     | Estável |

#### Setúbal
| Data | Cabeça de lista    | Cl. | Votos  | %             | +/-  | Deputados | +/-     |
| ---- | ------------------ | --- | ------ | ------------- | ---- | --------- | ------- |
| 2011 | Célia Silva        | 6.º | 6 197  | 1,47 / 100,00 |      | 0 / 17    |         |
| 2015 | Cristina Rodrigues | 5.º | 8 167  | 1,93 / 100,00 | 0,46 | 0 / 18    | Estável |
| 2019 | Cristina Rodrigues | 5.º | 17 529 | 4,44 / 100,00 | 2,51 | 1 / 18    | 1       |

#### Viana do Castelo
| Data | Cabeça de lista | Cl. | Votos | %             | +/-  | Deputados | +/-     |
| ---- | --------------- | --- | ----- | ------------- | ---- | --------- | ------- |
| 2011 | Fátima Mano     | 7.º | 926   | 0,69 / 100,00 |      | 0 / 6     |         |
| 2015 | Hélder Pena     | 7.º | 1 086 | 0,85 / 100,00 | 0,16 | 0 / 6     | Estável |
| 2019 | Ricardo Arieira | 6.º | 2 876 | 2,36 / 100,00 | 1,51 | 0 / 6     | Estável |

#### Vila Real
| Data | Cabeça de lista | Cl. | Votos | %             | +/-  | Deputados | +/-     |
| ---- | --------------- | --- | ----- | ------------- | ---- | --------- | ------- |
| 2011 | António Santos  | 7.º | 582   | 0,49 / 100,00 |      | 0 / 5     |         |
| 2015 | José Castro     | 7.º | 667   | 0,60 / 100,00 | 0,11 | 0 / 5     | Estável |
| 2019 | José Castro     | 6.º | 1 651 | 1,65 / 100,00 | 1,05 | 0 / 5     | Estável |

#### Viseu
| Data | Cabeça de lista  | Cl. | Votos | %             | +/-  | Deputados | +/-     |
| ---- | ---------------- | --- | ----- | ------------- | ---- | --------- | ------- |
| 2011 | António Pinto    | 7.º | 1 227 | 0,61 / 100,00 |      | 0 / 9     |         |
| 2015 | Rita Pires       | 7.º | 1 296 | 0,68 / 100,00 | 0,07 | 0 / 9     | Estável |
| 2019 | Carolina Almeida | 6.º | 3 778 | 2,13 / 100,00 | 1,45 | 0 / 8     | Estável |

#### Europa
| Data | Cabeça de lista | Cl. | Votos | %             | +/-  | Deputados | +/-     |
| ---- | --------------- | --- | ----- | ------------- | ---- | --------- | ------- |
| 2011 | Inês Sousa Real | 6.º | 192   | 1,07 / 100,00 |      | 0 / 2     |         |
| 2015 | Gonçalo Gomes   | 7.º | 128   | 0,94 / 100,00 | 0,13 | 0 / 2     | Estável |
| 2019 | Gonçalo Gomes   | 4.º | 5 296 | 4,91 / 100,00 | 3,97 | 0 / 2     | Estável |

#### Fora da Europa
| Data | Cabeça de lista                | Cl. | Votos | %             | +/-  | Deputados | +/-     |
| ---- | ------------------------------ | --- | ----- | ------------- | ---- | --------- | ------- |
| 2015 | Marco Pires                    | 5.º | 260   | 1,77 / 100,00 |      | 0 / 2     |         |
| 2019 | Catarina Silva da Ressurreição | 3.º | 2 357 | 4,68 / 100,00 | 2,91 | 0 / 2     | Estável |

### Eleições europeias
| Data | Cabeça de Lista       | Cl. | Votos   | %             | +/-   | Deputados | +/- |
| ---- | --------------------- | --- | ------- | ------------- | ----- | --------- | --- |
| 2014 | Orlando Figueiredo    | 7.º | 56 431  | 1,72 / 100,00 |       | 0 / 21    |     |
| 2019 | Francisco Guerreiro   | 6.º | 168 372 | 5,08 / 100,00 | 3,36  | 1 / 21    | 1   |
| 2024 | Pedro Fidalgo Marques | 9.º |         | 0,00 / 100,00 | Baixa | 0 / 21    | 1   |

### Eleições presidenciais
| Data | Candidato apoiado | 1.ª Volta | 1.ª Volta | 1.ª Volta      | Notas                    |
| Data | Candidato apoiado | Cl.       | Votos     | %              | Notas                    |
| ---- | ----------------- | --------- | --------- | -------------- | ------------------------ |
| 2016 | Manuela Gonzaga   |           |           |                | Desistiu da candidatura. |
| 2021 | Ana Gomes         | 2.º       | 541 345   | 13,00 / 100,00 |                          |

### Eleições autárquicas
(os resultados apresentados excluem os resultados de coligações que envolvem o partido)

#### Câmaras e Vereadores Municipais
| Data | Cl.  | Votos  | %             | +/-  | Presidentes CM | +/-     | Vereadores | +/-     |
| ---- | ---- | ------ | ------------- | ---- | -------------- | ------- | ---------- | ------- |
| 2013 | 8.º  | 16 233 | 0,32 / 100,00 |      | 0 / 308        |         | 0 / 2 086  |         |
| 2017 | 7.º  | 55 900 | 1,08 / 100,00 | 0,76 | 0 / 308        | Estável | 0 / 2 074  | Estável |
| 2021 | 13.º | 56 933 | 1,14 / 100,00 | 0,06 | 0 / 308        | Estável | 0 / 2 074  | Estável |

#### Assembleias Municipais
| Data | Cl.  | Votos  | %             | +/-  | Deputados  | +/- |
| ---- | ---- | ------ | ------------- | ---- | ---------- | --- |
| 2013 | 9.º  | 23 776 | 0,48 / 100,00 |      | 5 / 6 487  |     |
| 2017 | 9.º  | 73 571 | 1,42 / 100,00 | 0,94 | 26 / 6 461 | 21  |
| 2021 | 12.º | 74 229 | 1,48 / 100,00 | 0,06 | 23 / 6 461 | 3   |

#### Assembleias de Freguesia
| Data | Cl.  | Votos  | %             | +/-  | Deputados   | +/- |
| ---- | ---- | ------ | ------------- | ---- | ----------- | --- |
| 2013 | 14.º | 4 001  | 0,08 / 100,00 |      | 1 / 27 167  |     |
| 2017 | 17.º | 13 356 | 0,26 / 100,00 | 0,18 | 6 / 27 019  | 5   |
| 2021 | 17.º | 25 754 | 0,52 / 100,00 | 0,26 | 16 / 27 019 | 10  |

### Eleições regionais

#### Região Autónoma dos Açores
| Data | Líder            | Cl. | Votos | %             | +/-  | Deputados | +/-     | Status            |
| ---- | ---------------- | --- | ----- | ------------- | ---- | --------- | ------- | ----------------- |
| 2012 | Dinarte Pimentel | 8.º | 680   | 0,63 / 100,00 |      | 0 / 57    |         | Extra-parlamentar |
| 2016 | Pedro Neves      | 6.º | 1 332 | 1,43 / 100,00 | 0,80 | 0 / 57    | Estável | Extra-parlamentar |
| 2020 | Pedro Neves      | 8.º | 2 004 | 1,93 / 100,00 | 0,50 | 1 / 57    | 1       | Oposição          |
| 2024 | Pedro Neves      | 6.º | 1 907 | 1,65 / 100,00 | 0,28 | 1 / 57    | Estável | A definir         |

#### Região Autónoma da Madeira
| Data | Líder          | Cl.               | Votos             | %                 | +/-               | Deputados | +/-     | Status            |
| ---- | -------------- | ----------------- | ----------------- | ----------------- | ----------------- | --------- | ------- | ----------------- |
| 2011 | Rui Almeida    | 7.º               | 3 134             | 2,13 / 100,00     |                   | 1 / 47    |         | Oposição          |
| 2015 | Rui Almeida    | Coligação Mudança | Coligação Mudança | Coligação Mudança | Coligação Mudança | 0 / 47    | 1       | Extra-parlamentar |
| 2019 | João Freitas   | 7.º               | 2 095             | 1,46 / 100,00     |                   | 0 / 47    | Estável | Extra-parlamentar |
| 2023 | Mónica Freitas | 7.º               | 3 046             | 2,25 / 100,00     | 0,79              | 1 / 47    | 1       | Apoio parlamentar |
| 2025 | Mónica Freitas | 8.º               | 2 322             | 1,62 / 100,00     | 0,63              | 0 / 47    | 1       | Extra-parlamentar |

## Congressos Nacionais do Pessoas–Animais–Natureza
| #    | Local      | Dias                      |
| ---- | ---------- | ------------------------- |
| I    | Lisboa     | 16 de abril de 2011       |
| II   | Lisboa     | 6 de julho de 2013        |
| III  | Lisboa     | 12 e 13 de abril de 2014  |
| IV   | Matosinhos | 8 e 9 de novembro de 2014 |
| V    | Lisboa     | 7 de janeiro de 2017      |
| VI   | Porto      | 12 de maio de 2018        |
| VII  | Lisboa     | 30 de março de 2019       |
| VIII | Tomar      | 5 e 6 de junho de 2021    |
| IX   | Matosinhos | 20 de maio de 2023        |

## Historial de cargos dentro do PAN

### Porta-vozes
| # | Presidente (Nascimento-Morte)          | Retrato                       | Círculo eleitoral | Início do mandato     | Fim do mandato        | Primeiro-Ministro (mandato) | Primeiro-Ministro (mandato)   |
| - | -------------------------------------- | ----------------------------- | ----------------- | --------------------- | --------------------- | --------------------------- | ----------------------------- |
| 1 | Paulo Alexandre Esteves Borges (1959–) |                               | Lisboa            | 10 de abril de 2011   | 26 de outubro de 2014 |                             | Pedro Passos Coelho 2011-2015 |
| 2 | André Lourenço e Silva (1976–)         |                               | Lisboa            | 26 de outubro de 2014 | 6 de junho de 2021    |                             | Pedro Passos Coelho 2011-2015 |
| 2 | André Lourenço e Silva (1976–)         | António Costa 2015-2024       | Lisboa            | 26 de outubro de 2014 | 6 de junho de 2021    |                             |                               |
| 3 | Paula Inês Alves de Sousa Real (1980–) |                               | Lisboa            | 6 de junho de 2021    | presente              |                             |                               |
| 3 | Paula Inês Alves de Sousa Real (1980–) | Luís Montenegro 2024-presente | Lisboa            | 6 de junho de 2021    | presente              |                             |                               |

### Presidentes do Grupo Parlamentar
| Legislatura     | GP/PAN                                      | Líder                                                 | Período   |
| --------------- | ------------------------------------------- | ----------------------------------------------------- | --------- |
| XIV Legislatura | 4 deputados 2019-2020 3 deputados 2020-2022 | Inês Sousa Real (2019-2021) Bebiana Cunha (2021-2022) | 2019-2022 |